# 中閩百匯

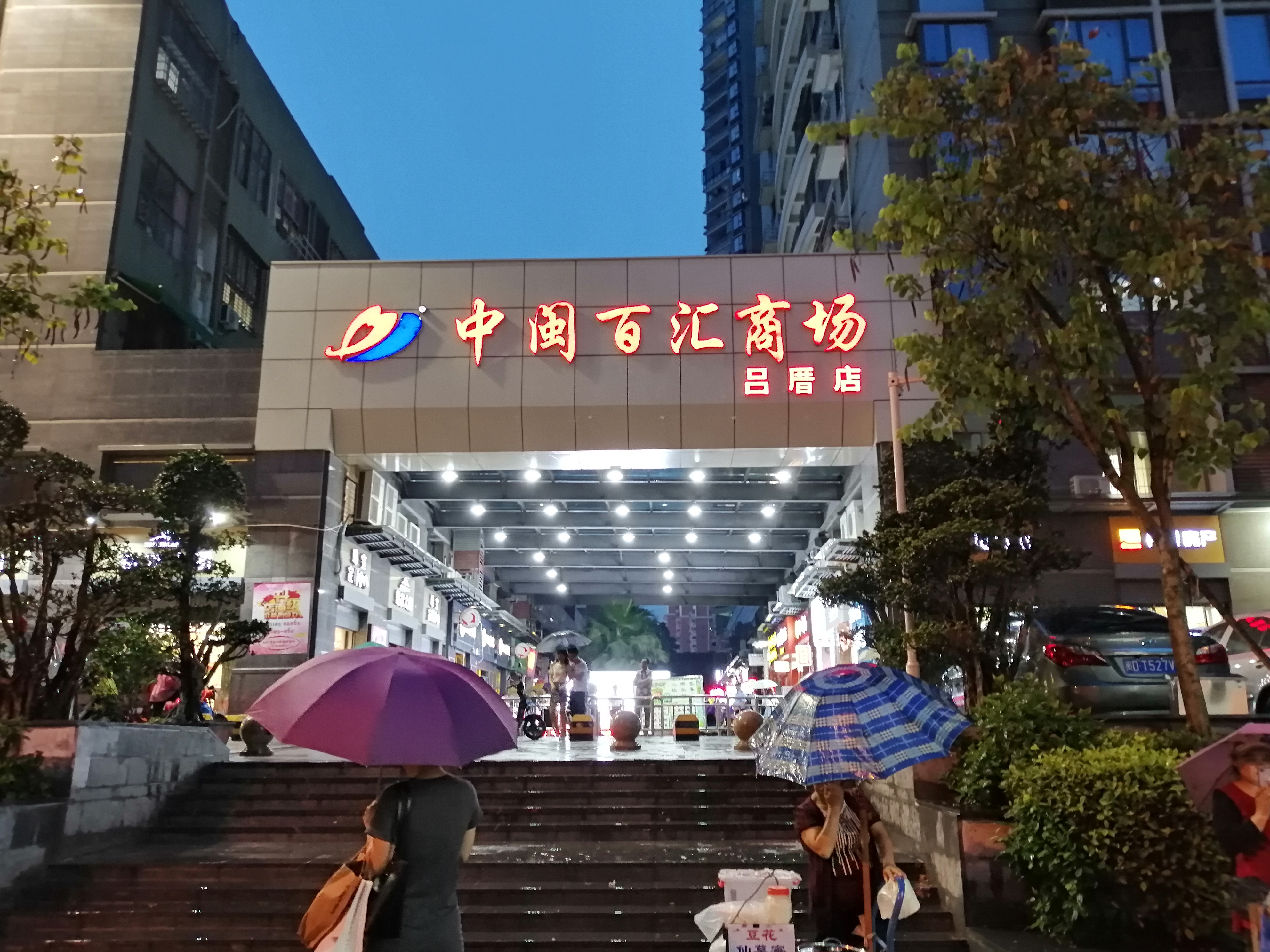
中闽百汇位于福建省厦门市吕厝的门店（已结业）

中閩百匯零售集團有限公司，簡稱中閩百匯零售集團、中閩百匯零售，以及中閩百匯（英語：Zhongmin Baihui Retail Group Limited，SGX：5SR），在1997年，由李瑞庆（董事長）（Lee Swee Keng）創立。品牌為「中閩百匯商場」。
主要在福建省和南京市經營各類百貨公司，總裁為陳開通，總部在福建省廈門市思明區廈禾路929號1至3層以及地下1層。股份在2011年1月20日，於新加坡交易所凱利板上市，招股價為0.3坡元，發售股份為30,000,000股，集資額為9,000,000坡元。

## 連結
- ZhongminBaihui.com （页面存档备份，存于）